# Янежі
Янежі (словен. Janeži) — поселення в общині Содражиця, регіон Південно-Східна Словенія, Словенія.